# Dracaena angustifolia
Dracaena angustifolia é uma espécie de planta da família da Dracaena. É originária da Ásia e Oceania, estando presente na Índia, sul da China e Taiwan, Butão, Camboja, Laos, Myanmar, Malásia, Tailândia,Indonésia, Filipinas, Papua-Nova Guiné e norte da Austrália.